# 샬린 홀트
샬린 홀트(Charlene Holt, 1928년 4월 28일 ~ 1996년 4월 5일)는 미국의 배우, 모델이다.
스나이더에서 태어났으며 윌리엄슨군에서 사망하였다.

## 출연 작품
- 위험한 지혜 (1970년)
- 엘도라도 (1967년)
- 레드 라인 7000 (1965년)
- 가장 좋은 남성용 스포츠 (1964년)
- 이프 어 맨 앤서 (1962년)
- 술과 장미의 나날 (1962년)

### 텔레비전
- 비밀지령 (1968)
- 기동순찰대 (1980)